# Tirwaganj
Tirwaganj (vaak afgekort tot Tirwa) is een nagar panchayat (plaats) in het district Kannauj van de Indiase staat Uttar Pradesh.

## Demografie
Volgens de Indiase volkstelling van 2001 wonen er 20.229 mensen in Tirwaganj, waarvan 53% mannelijk en 47% vrouwelijk is. De plaats heeft een alfabetiseringsgraad van 67%.